# Trou aux Feuilles
Trou aux Feuilles este o arie protejată (arie specială de conservare — SAC, sit de importanță comunitară — SCI) din Belgia întinsă pe o suprafață de 0,03 ha, integral pe uscat.

## Localizare
Centrul sitului Trou aux Feuilles este situat la coordonatele 50°15′55″N 4°09′02″E / 50.265203°N 4.150636°E.

## Înființare
Situl Trou aux Feuilles a fost declarat sit de importanță comunitară în octombrie 2002 pentru a proteja un număr necunoscut de specii din flora spontană și fauna sălbatică aflate în arealul zonei. Situl a fost protejat și ca arie specială de conservare în ianuarie 2014.

## Biodiversitate
Situată în ecoregiunea continentală, aria protejată conține 1 habitat natural: Peșteri inaccesibile publicului.
La baza desemnării sitului se află un număr nedeclarat de specii protejate.
Pe lângă speciile protejate, pe teritoriul sitului au mai fost identificate 1 specie de mamifere.